# Маслина
Маслините (Olea) са род дървета от семейство Маслинови (Oleaceae). Най-известният вид е европейската маслина (Olea europaea), която се използва от древни времена за производство на зехтин или за ядене на самия плод.

## Описание
Маслиновите дървета са бавнорастящи, но дълголетни. Те са вечнозелени, с дребни листа, а плодът им има костилка. Клоните са тънки, но гъсто разположени. Листата на повечето маслини са покрити с восък, който ги предпазва при висока температура.

## Отглеждане и използване
Широко разпространени са от Средиземноморието и Южна Африка до Югоизточна Азия, Южен Китай, Нова Каледония и Източна Австралия. 
Плодовете на маслината за производство на зехтин са дребни и богати на масло. Най-подходящи сортове за нашите географски ширини и по-конкретно само в някои микро райони са сортовете Агрио (дива – зелена) и Петро (камък – черна). В България може да вирее единствено в Ивайловградско, Пловдивско – полите на Родопите и Петричко, както и по Черноморието, но само на защитени от вятър места. Маслиновите дървета могат да виреят в бедни почви, но издържат до -15°C.
Плододаването започва 3 – 4 година като цветовете се образуват на младите клонки, а самите плодове узряват през есента и зимата. Клоните се подкастрят добре, за да дават повече плод. През 2009 в района на Кърджали са засадени 110 фиданки от студоустойчив испански сорт Арпекина присаден върху гръцка подложка, който издържа температури до -20 °C и притежава висока масленост.

## Употреба за храна и като подправка
Маслините са много горчиви докато са сурови. Tе се подкиселяват като се слагат във вода, която се подменя всеки ден в продължение на месец, за да се изцеди горчивината им. След 1 месец като вече не са горчиви, накисват се в сол и лимон и за няколко дни са готови. Това е един от начините за приготвяне на сурови маслини.

## Видове
- Olea ambrensis H.Perrier
- Olea borneensis Boerl.
- Olea brachiata (Lour.) Merr.
- Olea capensis L.
- Olea capitellata Ridl.
- Olea caudatilimba L.C.Chia
- Olea chimanimani Kupicha
- Olea cordatula H.L.Li
- Olea dioica Roxb.
- Olea europaea L. – Европейска маслина
- Olea exasperata Jacq.
- Olea gagnepainii Knobl.
- Olea gamblei C.B.Clarke
- Olea hainanensis H.L.Li
- Olea javanica (Blume) Knobl.
- Olea lancea Lam.
- Olea laxiflora H.L.Li
- Olea moluccensis Kiew
- Olea neriifolia H.L.Li
- Olea palawanensis Kiew
- Olea paniculata R.Br.
- Olea parvilimba (Merr. & Chun) B.M.Miao
- Olea polygama Wight
- Olea puberula Ridl.
- Olea rosea Craib
- Olea rubrovenia (Elmer) Kiew
- Olea salicifolia Wall. ex G.Don
- Olea schliebenii Knobl.
- Olea tetragonoclada L.C.Chia
- Olea tsoongii (Merr.) P.S.Green
- Olea welwitschii (Knobl.) Gilg & G.Schellenb.
- Olea wightiana Wall. ex G.Don
- Olea woodiana Knobl.
- Olea yuennanensis Hand.-Mazz.